# Ravnica: City of Guilds
Ravnica: City of Guilds is een Magic: The Gathering set en is de eerste set in het Ravnica Block. Ravnica werd uitgebracht op 7 oktober 2005 (prerelease events werden wereldwijd gehouden op 24 en 25 september 2005). Het symbool van de set is de schaduw van een stad met een prominente klokkentoren.
De kaartenset speelt zich af in de fictieve wereld Ravnica.